# Keiju Karashima
Keiju Karashima (jap. 辛島 啓珠, Karashima Keiju; * 24. Juni 1971 in der Präfektur Kyoto) ist ein ehemaliger japanischer Fußballspieler.

## Karriere
Karashima erlernte das Fußballspielen in der Schulmannschaft der Yamashiro High School und der Universitätsmannschaft der Universität Tsukuba. Seinen ersten Vertrag unterschrieb er 1994 bei Gamba Osaka. Der Verein spielte in der höchsten Liga des Landes, der J1 League. Für den Verein absolvierte er 67 Erstligaspiele. 1997 wechselte er zum Ligakonkurrenten Avispa Fukuoka. 1998 wechselte er zum Ligakonkurrenten Kyoto Purple Sanga. 2000 wechselte er zum Zweitligisten Mito Hollyhock. Für den Verein absolvierte er 36 Spiele. Ende 2001 beendete er seine Karriere als Fußballspieler.